# Endrio Leoni
Pour les articles homonymes, voir Leoni.
Endrio Leoni, né le 22 août 1968 à Dolo, dans la province de Venise, en Vénétie, est un ancien coureur cycliste italien. Professionnel de 1990 à 2002, ce sprinter a notamment remporté le Grand Prix de l'Escaut à deux reprises et quatre étapes du Tour d'Italie. Sa carrière s'est achevée sur une suspension de six mois pour dopage.
Son fils Alberto est également coureur cycliste.

## Palmarès

### Palmarès amateur
- 1985
  - Coppa Montes
- 1986
  - Coppa Montes
  -  Médaillé de bronze du championnat du monde de poursuite par équipes juniors
- 1987
  - Grand Prix de la ville de Venise
  - 3e de La Popolarissima
- 1988
  - 3e de La Popolarissima
- 1989
  - Vicence-Bionde

### Palmarès professionnel
| - 1990 - 3e étape de la Ruota d'Oro - 3e de Milan-Vignola - 1992 - 1re et 11e étapes du Tour d'Italie - 5e étape de la Semaine cycliste internationale - 3e étape de la Semaine cycliste lombarde - 1993 - 5e étape de Tirreno-Adriatico - 1re étape du Tour des Pouilles - 1994 - 4e étape du Tour d'Espagne - 1rea et 5e étapes du Tour d'Italie - 1996 - 3e du championnat d'Italie sur route - 1997 - 1re étape du Tour des Pays-Bas - 1re étape de Tirreno-Adriatico - Tour du lac Majeur - 2e du Trophée Luis Puig - 1998 - 1re étape du Tour de la province de Reggio de Calabre - 2e du Tour du Frioul | - 1999 - Grand Prix de la côte étrusque - 3e étape du Tour du Portugal - 2000 - Trofej Plava Laguna 1 - Trofej Plava Laguna 2 - 3e étape du Tour de Murcie - Grand Prix de l'Escaut - Grand Prix de Denain - 2e du Grand Prix de la côte étrusque - 2001 - 1re, 2e et 4e étapes du Tour de l'Algarve - 2e étape du Tour de Murcie - 2e et 8e étapes de Tirreno-Adriatico - Grand Prix de l'Escaut - 1rea étape du Tour de Castille-et-León - 3e de la Clásica de Almería - 2002 - 1re et 3e étapes du Tour d'Andalousie |  |

## Résultats sur les grands tours

### Tour d'Espagne
5 participations
- 1994 : non-partant (13e étape), vainqueur de la 4e étape
- 1997 : abandon (7e étape)
- 1999 : non-partant (3e étape)
- 2000 : abandon (10e étape)
- 2001 : abandon (5e étape)

### Tour d'Italie
8 participations
- 1991 : 133e
- 1992 : non-partant (14e étape), vainqueur des 2e et 12e étapes
- 1993 : 106e
- 1994 : non-partant (12e étape), vainqueur des 1rea et 5e étapes,  maillot rose pendant une étape
- 1997 : abandon (10e étape)
- 1998 : hors délais (17e étape)
- 1999 : abandon (14e étape)
- 2001 : non-partant (17e étape)